# 农业用地
农业用地通常指用于农业的土地。

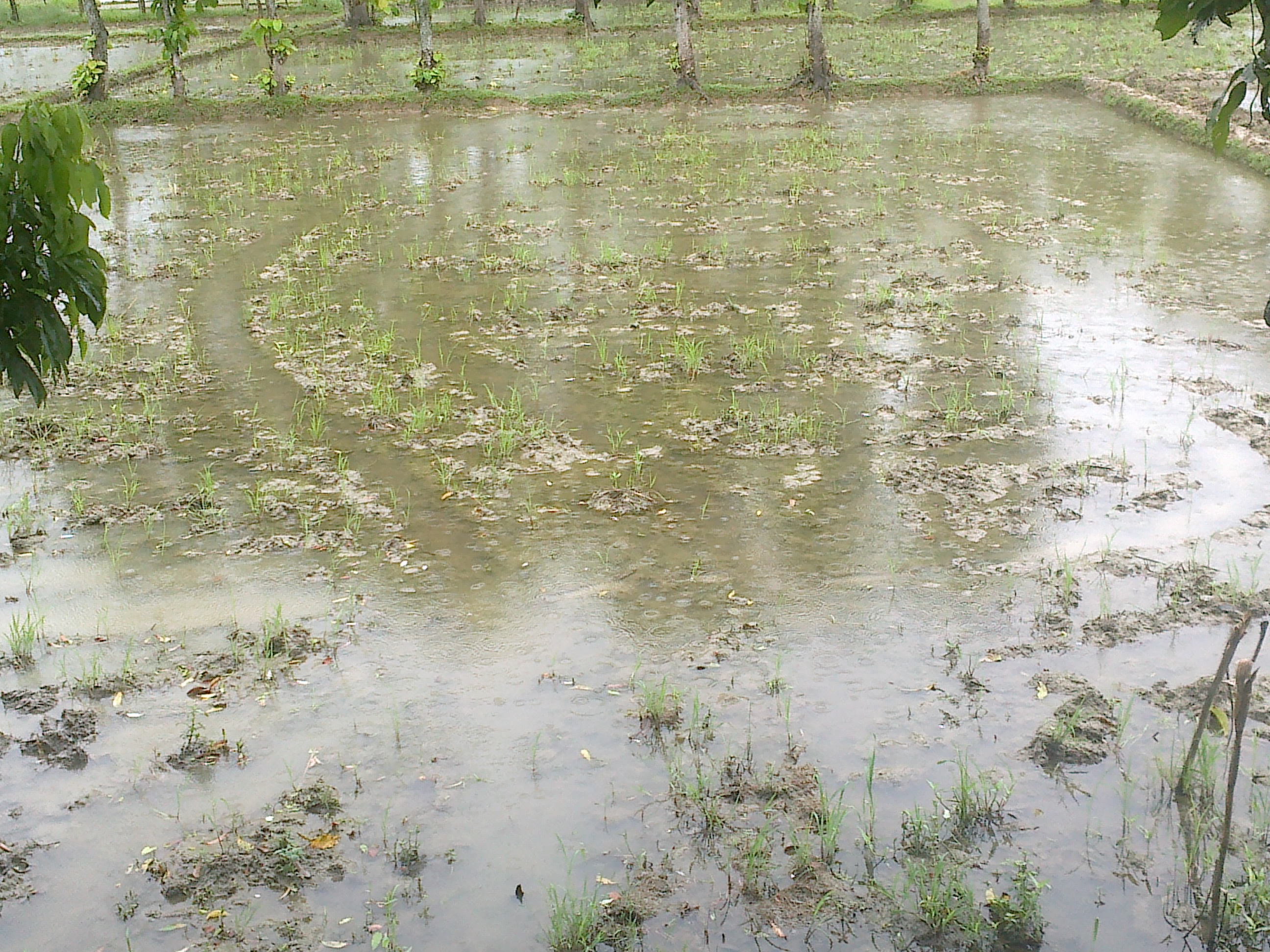
一块经过灌溉和耕作以种植水稻的农业用地

2014年农业用地面积占比，来自OWID

联合国粮食及农业组织（FAO）也将“农业用地”（agricultural land）或“农业区”（agricultural area）用作术语，其含义包括：
- 耕地：（此处重新定义为）生产需要每年重新种植的作物的土地，或任何一个五年的时间段内用于种植此类作物的休耕地或牧场
- 永久性农田：生产不需要每年重新种植的作物的土地
- 永久性牧场：可用于放牧的天然或人工的草地和灌木丛

在土地使用分區的背景下，農業用地或農業分區用地是指允許用於農業活動的地方，無論其目前的用途甚至是否適用。在一些地區，農業用地受到保護，以便耕種時不會受到任何發展威脅。例如，加拿大不列顛哥倫比亞省的農業土地儲備需要獲得其農業土地委員會的批准才能移除或細分其土地。